# Marylin (Grande-Pologne)
Pour les articles homonymes, voir Marylin (homonymie).
Marylin (prononciation : [maˈrɨlin]) est un village polonais de la gmina de Drawsko dans le powiat de Czarnków-Trzcianka de la voïvodie de Grande-Pologne dans le centre-ouest de la Pologne.
Il se situe à environ 8 kilomètres au sud-est de Drawsko (siège de la gmina), 32 kilomètres au sud-ouest de Czarnków (siège du powiat), et à 69 kilomètres au nord-ouest de Poznań (capitale de la Grande-Pologne).

## Histoire
De 1975 à 1998, le village faisait partie du territoire de la voïvodie de Piła.

Depuis 1999, Marylin est situé dans la voïvodie de Grande-Pologne.